# 瓦伊拉坎查山
11°41′25″S 76°11′49″W / 11.69028°S 76.19694°W

瓦伊拉坎查山（Wayrakancha），是秘魯的山峰，位於該國中部胡寧大區的堯利省和利馬大區的瓦羅奇里省，處於普馬科查湖西北面，海拔高度約5,300米。